# Jassim Mohammed Ghulam
Jassim Mohammed Ghulam Al Hamd (en árabe: جاسم محمد غلام الحمد‎; nacido en Irak, 11 de marzo de 1979) es un exfutbolista internacional iraquí. Actualmente es entrenador asistente del Al Quwa Al Jawiya de la Liga Premier de Irak.

## Biografía
Jassim Mohammed Ghulam empezó su carrera profesional en 1997 en el Al-Jaish. Con este equipo ganó dos Ligas y tres Copas de Irak.
En 2000 ficha por el Al Quwa Al Jawiya. En 2005 consiguió proclamarse campeón de Liga con su club.
En 2006 emigra a Jordania. Allí juega primero para el Al Buqa'a y luego para el Al Wihdat Club, con el que conquista la Liga de Jordania.
En la temporada 2007-08 milita en el Al-Rayyan catarí.
Tras un breve paso por el Aboomoslem de Irán Jassim Mohammed Ghulam vuelve a unirse al Al Buqa'a.
En 2009 regresa a su país natal, en donde firma un contrato con su actual club, el Al Quwa Al Jawiya.

## Selección nacional
Con las categorías inferiores conquistó el Campeonato Juvenil de la AFC en 2000.
Ha sido internacional con la Selección de fútbol de Irak en 24 ocasiones. Su debut con la camiseta nacional se produjo en 2007.
Ganó la Copa Asiática 2007, torneo en el que jugó tres partidos.

### Goles internacionales
| # | Fecha      | Lugar                    | Rival    | Gol | Resultado | Competición                |
| - | ---------- | ------------------------ | -------- | --- | --------- | -------------------------- |
| 1 | 22-10-2007 | Punjab Stadium, Pakistán | Pakistán | 0-4 | 0-7       | Clasificación Mundial 2010 |

## Clubes
| Club              | País     | Año       |
| ----------------- | -------- | --------- |
| Al-Jaish Baghdad  | Irak     | 1997-2000 |
| Al Quwa Al Jawiya | Irak     | 2000-2006 |
| Al Buqa'a         | Jordania | 2006-2007 |
| Al Wihdat Club    | Jordania | 2007      |
| Al-Rayyan         | Catar    | 2007-2008 |
| Aboomoslem        | Irán     | 2008      |
| Al Buqa'a         | Jordania | 2008-2009 |
| Al Quwa Al Jawiya | Irak     | 2009-2011 |

## Títulos

### Torneos nacionales
- 3 Ligas de Irak (Al-Zawraa, 1999 y 2000; Al Quwa Al Jawiya, 2005)
- 3 Copas de Irak (Al-Zawraa; 1998, 1999 y 2000)
- 1 Liga de Jordania (Al Wihdat Club, 2007)

### Títulos internacionales
- 1 Campeonato Juvenil de la AFC (Selección iraquí sub-19, 2000)
- 1 Copa Asiática (Selección iraquí, 2007)